# Benzodiazepiny (związki chemiczne)
Benzodiazepiny – organiczne związki chemiczne zbudowane z dwóch skondensowanych pierścieni: benzenowego i heterocyklicznego pierścienia diazepinowego. W zależności od układu wiązań podwójnych oraz położenia atomów azotu w pierścieniu diazepinowym możliwych jest kilkanaście izomerów benzodiazepiny.
Wybrane izomery benzodiazepin

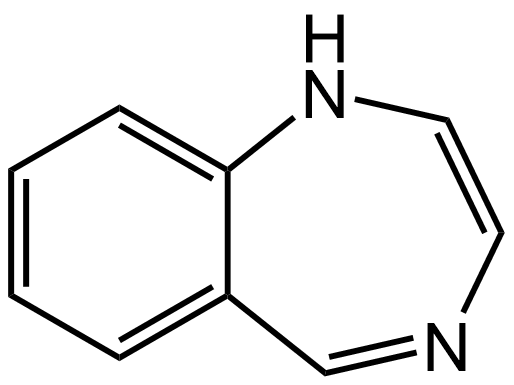
1H-1,4-benzodiazepina[2] (1H-benzo[e][1,4]diazepina)
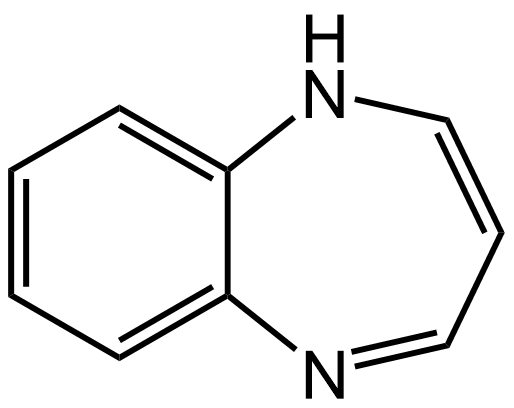
1H-1,5-benzodiazepina[3] (1H-benzo[b][1,4]diazepina)
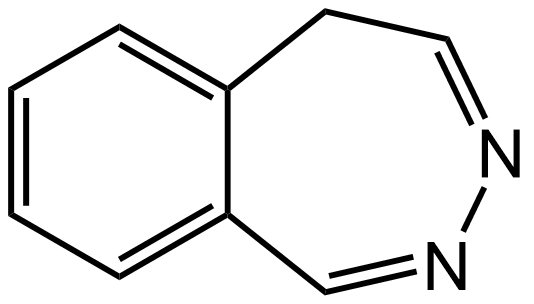
5H-2,3-benzodiazepina[4] (5H-benzo[d][1,2]diazepina)

## Pochodne benzodiazepiny jako leki
Szkielet benzodiazepiny występuje w szeregu leków z grupy benzodiazepin. Najczęściej są to pochodne 1H-1,4-benzodiazepiny, rzadziej 1H-1,5-benzodiazepiny lub 5H-2,3-benzodiazepiny. Wykazują działanie przeciwlękowe, uspokajające, nasenne, przeciwdrgawkowe, miorelaksacyjne i amnestyczne.